# Stylianos Pichorides
Stylianos Pichorides (* 18. Oktober 1940 in Athen; † 18. Juni 1992 in Madrid) war ein griechischer Mathematiker, der sich mit Harmonischer Analysis befasste.

## Leben
Pichorides ging in Athen zur Schule und erwarb am dortigen Polytechnikum 1963 seinen Abschluss als Elektroingenieur. Danach arbeitete er als Elektroingenieur in Athen, studierte aber nebenbei Mathematik und erhielt ein Stipendium, um ab 1968 an der University of Chicago zu studieren. 1971 wurde er dort bei Antoni Zygmund über trigonometrische Reihen promoviert. 1972 kehrte er nach Athen zurück und arbeitete am Kernforschungszentrum Democritos, an dem er bis 1983 angestellt war. Unterbrochen wurde das durch einen Forschungsaufenthalt als Attaché de Recherche des CNRS in Orsay 1974 bis 1976 und eine Gastprofessur an der Universität Paris-Süd in Orsay von 1979 bis 1980 und an der University of California, Los Angeles 1980/81. Er organisierte 1978 eine erfolgreiche Konferenz über Harmonische Analysis in Iraklion (mit N. Petridis und Nicolas Varopoulos) und war ab 1983 Professor an der Universität Kreta, die er mit gründete. 1989 bis 1990 war er Gastprofessor in Orsay, am Caltech und der Universität Chicago und 1991/92 Gastprofessor an der Universität Zypern und war zu kürzeren Gastaufenthalten am Mittag-Leffler-Institut, an der Universität Cambridge, der Brown University und der Universität Chicago. Er starb überraschend als Teilnehmer einer Konferenz in Spanien 1992.
Er ist für Resultate zu Ungleichungen in der Theorie der Fourierreihen bekannt. 1980 erhielt er den Salem-Preis für seine Forschung zur Littlewood-Vermutung, einer unteren Schranke für gemittelte Exponentialsummen. Sie lieferten die Grundlagen für den Beweis der Vermutung durch Sergei Wladimirowitsch Konjagin 1981.

## Schriften
- On a conjecture of Littlewood concerning exponential sums, Teil 1,2, Bulletin Greek Math. Soc., Band 18, 1977, S. 8–16, Band 19, 1978, S. 274–277